# Gregory Searle
Gregory Mark Pascoe „Greg“ Searle (* 20. März 1972 in Ashford (Kent)) ist ein ehemaliger britischer Ruderer, der 1992 Olympiasieger im Zweier mit Steuermann war.

## Karriere
Gregory Searle siegte bei den Junioren-Weltmeisterschaften 1989 und 1990 im Vierer ohne Steuermann, 1990 trat er anschließend auch bei den Ruder-Weltmeisterschaften an und belegte den vierten Platz mit dem Achter, in dem auch sein älterer Bruder Jonathan Searle saß. 1991 gewannen die beiden Brüder mit dem Achter WM-Bronze, Steuermann des Achters war 1991 Garry Herbert. 1992 wechselten die Searles mit Steuermann Herbert in den Zweier mit Steuermann. Im Finale der Olympischen Regatta 1992 von Barcelona besiegten die Briten den italienischen Zweier mit Carmine Abbagnale, Giuseppe Abbagnale und Giuseppe Di Capua, der diese Bootsklasse in den 1980er Jahren dominiert hatte. Die Gebrüder Searle und Steuermann Herbert siegten auch bei den Ruder-Weltmeisterschaften 1993.
1994 bildeten die Searles zusammen mit Tim Foster und Rupert Obholzer einen Vierer ohne Steuermann und gewannen damit WM-Bronze und 1995 WM-Silber, 1996 folgte die Bronzemedaille bei den Olympischen Spielen in Atlanta. 1997 und 1998 trat Gregory Searle im Einer an. 1997 gewann er die Diamond Sculls bei der Henley Royal Regatta. Bei den Ruder-Weltmeisterschaften 1997 erkämpfte er die Bronzemedaille hinter dem Amerikaner James Koven und dem Deutschen André Willms, 1998 wurde Searle WM-Fünfter. Im Weltcup 1999 kehrte Gregory Searle in den Vierer ohne Steuermann zurück, trat aber bei den Weltmeisterschaften wieder im Einer an und belegte dort den 14. Rang. 2000 ruderte Searle zusammen mit Ed Coode im Zweier ohne Steuermann, mit dem er im Weltcup zweimal den dritten Platz belegte; bei den Olympischen Spielen in Sydney verpassten die beiden als Vierte knapp die Bronzemedaille. Danach beendete Searle seine Ruderkarriere.
Im Weltcup 2010 kehrte Searle als Mitglied des britischen Achters zurück und gewann in Bled gleich seine erste Regatta nach fast zehn Jahren Pause. Nach zwei dritten Plätzen in den Weltcupregatten von München und Luzern gewann Searle mit dem britischen Achter Silber bei den Ruder-Weltmeisterschaften 2010. Nach einem zweiten und einem dritten Platz im Weltcup 2011 gewann der britische Achter auch bei den Ruder-Weltmeisterschaften 2011 Silber. Bei den olympischen Spielen 2012 in London gewann der britische Achter mit dem 40-jährigen Searle die Bronzemedaille hinter Deutschland und Kanada.